# Bundesarbeitsgemeinschaft Betrieb und Gewerkschaft

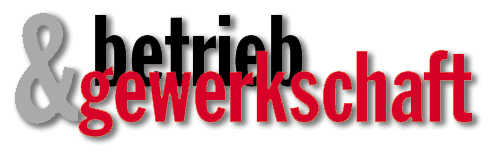
Logo der Arbeitsgemeinschaft

Die Bundesarbeitsgemeinschaft Betrieb und Gewerkschaft (BAG Betrieb & Gewerkschaft, auch Arbeitsgemeinschaft bzw. AG Betrieb & Gewerkschaft) ist ein bundesweiter, innerparteilicher Zusammenschluss innerhalb der Partei Die Linke. Die Plattform wurde am 25./26. Januar 1992 in Friedrichroda (Thüringen) innerhalb der damaligen PDS gegründet. Sie ist eine Plattform für linke Gewerkschafterinnen und Gewerkschafter innerhalb der Partei Die Linke. Sie setzt sich aus 16 Landesarbeitsgemeinschaften zusammen.
Innerparteiliche Zusammenschlüsse können durch die Mitglieder frei gebildet werden. Sie sind keine Gliederungen der Partei. Sie können sich einen Namen wählen, welcher ihr Selbstverständnis und ihre Zugehörigkeit zur Partei zum Ausdruck bringt (aus der Bundessatzung). Mit Beschluss vom 28. Januar 2008 hat der Parteivorstand festgestellt, dass die AG Betrieb & Gewerkschaft ihr Wirken dem Parteivorstand angezeigt hat und die Kriterien nach § 7 Abs. 2 Satz 1 Bundessatzung erfüllt.
Die Organisation wird von dem Bundessprecher*innen-Rat geleitet. Die Bundesdelegiertenkonferenz der Arbeitsgemeinschaft wählte folgende Mitglieder des Bundessprecher*innen-Rates, die seit 9. März 2024 im Amt sind: Ulrike Eifler (Bayern), Jana Seppelt (Berlin), Jan Richter (Berlin), Nils Böhlke (Nordrhein-Westfalen), Ines Schwerdtner (Berlin), Julia-C. Stange (Rheinland-Pfalz), Jan Rübke (Hamburg), Ellen Ost (Thüringen).